# Centistoides doesburgi
Centistoides doesburgi är en stekelart som beskrevs av Van Achterberg 1992. Centistoides doesburgi ingår i släktet Centistoides och familjen bracksteklar. Inga underarter finns listade.